# السور (السدة)
السور

تعديل مصدري - تعديل

السور هي إحدى قرى عزلة التويتي بمديرية السدة التابعة لمحافظة إب، بلغ تعداد سكانها 244 نسمة حسب تعداد اليمن لعام 2004.